# كاثلين كلارك
كاثلين كلارك (بالأيرلندية: Kathleen Clarke) (و. 1878 – 1972 م) هي سياسية من جمهورية أيرلندا، والدولة الأيرلندية الحرة، ولدت في ليمريك، توفيت في ليفربول، عن عمر يناهز 94 عاماً.

## مناصب
تولت منصب عضو مجلس الشيوخ من أيرلندا (6 ديسمبر 1928–19 مايو 1936)
- نائب دييل (23 يونيو 1927–16 أغسطس 1927)[5]
- نائب دييل (16 أغسطس 1921–8 يونيو 1922).[5]